# Championnat d'Autriche de football 1913-1914
Navigation
Saison précédente Saison suivante
La saison 1913-1914 du Championnat d'Autriche de football était la 3e édition du championnat de première division en Autriche. Les dix meilleurs clubs du pays se retrouvent au sein d'une poule unique, la Bundesliga, où ils s'affrontent deux fois, à domicile et à l'extérieur. À l'issue du championnat, le dernier du classement joue un barrage de promotion-relégation face au champion de D2.
C'est le Wiener AF qui remporte le championnat, en terminant en tête du classement final, à égalité de points avec le double tenant du titre, le SK Rapid Vienne et 4 points sur le Wiener AC. C'est le tout premier titre de champion d'Autriche de l'histoire du club.

## Les 10 clubs participants
| - Wiener Sport-Club - SK Rapid Vienne - Wiener AF - Wiener AC - First Vienna FC | - 1. Simmeringer SC - Floridsdorfer AC - SV Amateure - ASV Hertha - SC Rudolfshügel |

## Compétition

### Classement
Le barème utilisé pour établir le classement est le suivant :
- Victoire : 2 points
- Match nul : 1 point
- Défaite : 0 point

| Rang | Équipe            | Pts | J  | G  | N | P  | Bp | Bc | Diff |
| ---- | ----------------- | --- | -- | -- | - | -- | -- | -- | ---- |
| 1    | Wiener AF         | 27  | 18 | 12 | 3 | 3  | 54 | 34 | +20  |
| 2    | SK Rapid Vienne T | 27  | 18 | 11 | 5 | 2  | 51 | 26 | +25  |
| 3    | Wiener AC         | 23  | 18 | 8  | 7 | 3  | 51 | 27 | +24  |
| 4    | Wiener Sport-Club | 22  | 18 | 9  | 4 | 5  | 40 | 29 | +11  |
| 5    | SV Amateure       | 17  | 18 | 7  | 3 | 8  | 34 | 43 | -9   |
| 6    | 1. Simmeringer SC | 16  | 18 | 6  | 4 | 8  | 38 | 42 | -4   |
| 7    | SC Rudolfshügel   | 16  | 18 | 5  | 6 | 7  | 25 | 36 | -11  |
| 8    | Floridsdorfer AC  | 13  | 18 | 4  | 5 | 9  | 32 | 43 | -11  |
| 9    | ASV Hertha        | 11  | 18 | 2  | 7 | 9  | 27 | 44 | -17  |
| 10   | First Vienna FC   | 8   | 18 | 3  | 2 | 13 | 21 | 49 | -28  |

|  | Champion d'Autriche 1913-1914          |
|  | Participation au barrage de relégation |

### Matchs
| Résultats (▼dom., ►ext.)                                   | 1.SC | Hert | First | Flor | Rudo | Amat | RapV | WAC | WAF | WSC |
| 1. Simmeringer SC                                          |      | 3-3  | 3-0   | 1-5  | 1-1  | 2-4  | 2-1  | 3-5 | 3-2 | 2-2 |
| ASV Hertha                                                 | 1-3  |      | 3-0   | 2-2  | 1-1  | 2-4  | 2-3  | 1-5 | 3-3 | 0-3 |
| First Vienna FC                                            | 2-0  | 1-2  |       | 1-2  | 1-2  | 1-3  | 0-5  | 2-5 | 2-4 | 3-1 |
| Floridsdorfer AC                                           | 2-2  | 1-1  | 1-2   |      | 1-0  | 0-2  | 2-2  | 1-1 | 2-3 | 1-3 |
| SC Rudolfshügel                                            | 3-1  | 0-0  | 2-2   | 2-1  |      | 2-1  | 0-1  | 2-1 | 3-4 | 0-2 |
| SV Amateure                                                | 3-2  | 1-1  | 5-1   | 0-5  | 1-1  |      | 1-2  | 0-5 | 0-5 | 3-1 |
| SK Rapid Vienne                                            | 4-2  | 4-2  | 3-1   | 7-2  | 6-4  | 2-1  |      | 2-2 | 2-2 | 2-0 |
| Wiener AC                                                  | 1-2  | 5-1  | 2-0   | 7-0  | 1-1  | 2-2  | 1-1  |     | 2-1 | 2-2 |
| Wiener AF                                                  | 2-1  | 2-1  | 5-1   | 5-4  | 6-0  | 5-3  | 1-1  | 2-0 |     | 0-3 |
| Wiener Sport-Club                                          | 1-5  | 3-1  | 1-1   | 2-0  | 5-1  | 2-1  | 2-1  | 4-4 | 3-2 |     |
| - Victoire à domicile - Match nul - Victoire à l'extérieur |      |      |       |      |      |      |      |     |     |     |

Source : bundesliga.at (de)

#### Barrages de promotion-relégation
Le 10e du classement, le First Vienna FC, doit rencontrer le champion de deuxième division, le Wacker AC, en barrage disputé en matchs aller et retour. Cependant, le First Vienna déclare forfait, afin de rejoindre la FUAN, une nouvelle fédération d'équipes de Bohême. Le Wacker AC est donc directement promu en Bundesliga.
| Équipe 1                | Résultat | Équipe 2       | Aller | Retour |
| ----------------------- | -------- | -------------- | ----- | ------ |
| First Vienna FC forfait | -        | Wacker AC (D2) | -     | -      |

## Bilan de la saison
| Championnat d'Autriche de football 1913-1914 |                       |
| Champion                                     | Wiener AF (1er titre) |
| Coupes et trophées                           |                       |
| Vainqueur de la Coupe d'Autriche 1913-1914   | Non disputée          |
| Promotions et relégations                    |                       |
| Promus en Bundesliga                         | Wacker AC             |
| Relégués en 1.division                       | First Vienna FC       |